# 삼성물산
삼성물산(영어: Samsung C&T, 三星物産)은 삼성그룹 소속 회사로 대한민국에 본사를 둔, 건설업과 무역업을 주요 사업으로 영위하는 코스피 상장 기업이다.

## 역사

### 삼성에버랜드(1963년 ~ 2015년)
2015년 합병시의 존속법인인 삼성에버랜드(당시 사명: 제일모직)는 그룹소유의 토지를 관리하기 위해 1963년 동화부동산으로 설립되었다. 중앙개발로 상호변경을 한 후 1976년 경기도 용인에 자연농원을 지어 국내최초로 민영 테마파크 사업을 시작하였다. 2013년 구 제일모직의 기업분할 및 폐업시 패션부문을 양수한 후 양도사의 사명을 승계하여 제일모직으로 변경하였다.

### 구 삼성물산 흡수합병
2015년 9월에 삼성그룹은, 구 삼성물산을 소멸법인으로 삼성에버랜드 즉 당시 제일모직을 존속법인으로 하는 합병을 실시하고 사명은 삼성물산으로 정했다.

## 사업 영역

### 건설부문
2021년 토목건축공사업 시공능력평가액 22조 5,640억 원으로 2014년부터 8년 연속 국토교통부가 선정하는 시공능력평가 1위를 달성했다.

### 상사부문
- 화학ㆍ철강 거래

화학 제품(석유화학 제품, 합성수지 제품, 유기화학 제품, 무기화학 제품, 정밀화학 제품 등)과 철강 제품(열연, 냉연, 선재, 후판, API강재, 전기강판, 스테인리스 등)을 주로 취급한다. 비철금속(전기동ㆍ알류미늄ㆍ연ㆍ아연ㆍ주석 등), 산업 광물(리튬ㆍ인광석 등), 희유 금속(몰리브덴ㆍ니켈 등), 귀금속, 수송 장비, 산업 장비, 일반 기계, 플랜트 설비, 기계 설비 등도 다룬다.
- 기타

생산 공장 및 코일센터 운영에도 참여하고 있다. 루마니아의 오텔리녹스, 2008년 1월 인수한 일본 5대 스테인리스 정밀재 메이커인 묘도메탈, 중국 내 정밀재 시장 수요에 대응하는 펑호 스테인리스 정밀재 공장 등에 대한 투자 사업을 펼치고 있다.

### 패션부문
- 캐주얼
- 남성복/여성복
- 스포츠웨어
- 수영복/비키니

#### 브랜드
- 빈폴: 1989년 론칭. 빈폴 멘즈, 레이디스,골프, 진, 키즈, 아웃도어 등 패밀리 브랜드.
  - 바이크 리페어 샵
- 갤럭시: 1983년 론칭. 제일모직 대표 신사복 브랜드.
- 로가디스: 1989년 론칭. 도회적이고 세련된 비즈니스 정장 브랜드. 캐주얼도 취급.
- 구호: 건축, 무용, 전시예술의 아트적인 감성을 담은 차별적인 아이덴티티를 디자인으로 형상화하며, 브랜드의 미니멀 컨템퍼러리 철학과 가치를 실현하는 국내 대표 여성복 브랜드.
  - 구호플러스
- 띠어리: 도시적이고 고급스러운 뉴요커 스타일을 지향.
- 르베이지: 경제력을 갖춘 40~50대 여성 소비자들을 타겟으로 한 시니어 여성복 브랜드.
- 망고 : 스페인의 패션을 세계에 널리 알린 대표적 브랜드로, 여성스러운 고감도 디자인으로 유명하다.
- 일모스트릿
- 에피타프
- 에잇세컨즈: 여성, 남성, 액세서리, 라운지웨어, 언더웨어 등 다양한 상품 라인을 통해 최신 트렌드를 추구하는 SPA 브랜드.
- 엠비오
- 10 꼬르소 꼬모 서울: 패션, 디자인, 서적, 음악 등 슬로우 쇼핑 공간을 지향하는 멀티 컨셉 스토어.
- 패션부문 공식 홈페이지 www.samsungfashion.com
- 삼성물산 패션 공식 쇼핑몰 www.ssfshop.com

#### 패션소재
- 골든텍스 : 1956년 첫 선을 보인 신사복지 대표 브랜드 골든텍스는 세계 최고의 기술력을 인정받으며 일본과 신사복지 시장에서도 높은 시장점유율을 확보하고 있다.
- 란스미어 : 2002년 세계최초 170수 '란스미어 220'을 개발한데 이어, 2003년에는 12.2 마이크론 섬도의 최고급 원료를 사용한 수퍼 230수 '란스미어 230'을 개발하는 등 최고의 기술력을 선보였다.

### 리조트부문
- 리조트사업부
  - 에버랜드
  - 캐리비안베이
  - 홈브릿지
- 골프사업부
- 조경사업부

### 골프클럽 (골프삼성)
- 안양컨트리클럽(경기도 군포시, 18홀/파72)
- 가평베네스트골프클럽(경기도 가평군, 27홀/파108)
- 안성베네스트골프클럽(경기도 안성시, 36홀(회원제 27홀 퍼블릭 9홀)/파144)
- 동래베네스트골프클럽(부산시 금정구, 18홀/파72)
- 글렌로스골프클럽(경기 용인시, 퍼블릭 9홀/파36)

## 연혁
- 1963년 12월 23일 동화부동산으로 회사 설립
- 1967년 6월 기존 사명을 동화부동산에서 중앙개발로 상호명 변경
- 1972년 4월 용인종합산림개발단지 착공
- 1974년 7월 기존에 용인종합산림개발단지에서 용인자연농원으로 명명
- 1976년 4월 용인자연농원을 개원
- 1993년 3월 중앙개발 현재 삼성 CI 변경
- 1996년 11월 중앙개발이 삼성에버랜드로 상호 사용
- 1997년 10월 20일 중앙개발에서 삼성에버랜드로 회사명 변경
- 2013년 12월 1일 구 제일모직의 패션부문을 양수[7]
- 2013년 12월 식음료 급식사업 부문을 삼성웰스토리로 분리[8]
- 2014년 1월 건물관리사업부문을 에스원으로 이관[7]
- 2014년 7월 합섬 소재 사업만을 지닌 제일모직이 삼성SDI에 합병되어 제일모직 법인이 소멸
- 2014년 7월 패션사업부가 있는 삼성에버랜드의 회사명을 상징성을 고려하여 제일모직으로 변경[9]
- 2015년 9월, 제일모직이 삼성물산을 흡수하고 새롭게 삼성물산으로 회사명 변경하고 출범[10]

## 같이 보기
- 래미안
- 에버랜드
  - 에버랜드 리조트
- 부르즈 칼리파
- 대한건설협회
- 해외건설협회
- 건설워커
- 구포역 열차 전복 사고
- 엘리엇 매니지먼트 코퍼레이션
- 삼성 경영권 불법 승계 등에 대한 재판
- 삼성에버랜드 전환사채 저가 배정 사건